# ФК Крупа
Крупа (на сръбски: ФК Крупа) е босненски футболен клуб от град Крупа на Върбас, община Баня Лука, район Република Сръбска Основан е от хървати през 1905 г. Домакинските си мачове отборът провежда на стадион „„Градски““, с капацитет 3500 зрители. Участва във Висшата лига на Босна и Херцеговина.

## История
Футболен клуб „Крупа“ е основан през 1983 година, и оттогава неизменно играе в регионалните лиги в Югославския шампионат. След разпадането на Югославия клубът участва във висшата лига на Рспублика Сръбска. По време гражданската война в Босна клубът временно прекратява съществуването си, но от 1996 година се възражда и продължава участието си в регионалните лиги.
През 2013 година след продължително отсътствие клубът се завръща във Втора лига зона „Запад“ на Република Сръбска. В първата си година на участието си в лигата „Крупа“ заема второто място в своята дивизия и от първия си опит се класира за Първа лига.
В дебютния си сезон през 2014/15 в Перва лига клубът заема твърде удачното за новак второ място, само на точка зад лидера ФК „Рудар (Приедор)“.

## Клубни успехи
- Купа на Босна и Херцеговина
  -  Финалист (1): 2017/18
- Първа лига
  -  Шампион (1): 2015/16
  -  Сребърен медал (1): 2014/15

- Втора лига
  -  Сребърен медал (1): 2013/14

- Купа на Република Сръбска
  -  Финалист (1): 2014/15